# Garcia (álbum)
Garcia es el álbum debut del guitarrista de Grateful Dead Jerry Garcia, publicado por Warner Bros. el 20 de enero de 1972. Warner Bros. Records ofreció a los miembros de Grateful Dead la oportunidad de grabar sus discos en solitario. Garcia se publicó más o menos al tiempo que Ace de Bob Weir y Rolling Thunder de Mickey Hart. A diferencia de Ace, que tenía similitudes con Grateful Dead, Garcia era distinto, con Garcia tocando la mayoría de las partes instrumentales. A pesar de ello, muchas de las canciones del disco se tocaban en los conciertos de Grateful Dead.

## Lista de canciones

### Cara A
1. "Deal" (Robert Hunter, Jerry Garcia) – 3:14
2. "Bird Song" (Hunter, Garcia) – 4:26
3. "Sugaree" (Hunter, Garcia) – 5:54
4. "Loser" (Hunter, Garcia) – 4:10

### Cara B
1. "Late For Supper" (Garcia, Bill Kreutzmann) – 1:37
2. "Spidergawd" (Garcia, Kreutzmann) – 3:25
3. "Eep Hour" (Garcia, Kreutzmann) – 5:08
4. "To Lay Me Down" (Hunter, Garcia) – 6:18
5. "An Odd Little Place" (Garcia, Kreutzmann) – 1:38
6. "The Wheel" (Hunter, Garcia, Kreutzmann) – 4:12

Se reeditó en un box set titulado All Good Things: Jerry Garcia Studio Sessions con las pistas adicionales:
11. "Sugaree (Alternate Take)" (Hunter, Garcia) – 7:13
12. "Loser (Alternate Take)" (Hunter, Garcia) – 4:06
13. "Late For Supper / Spidergawd / Eep Hour (Alternate Takes)" (Garcia, Kreutzmann)
14. "The Wheel (Alternate Take #1)" (Hunter, Garcia) – 4:04
15. "The Wheel (Alternate Take #2)" (Hunter, Garcia) – 2:53
16. "Study for EEP Hour" (Garcia, Kreutzmann) – 3:30
17. "Dealin' from the Bottom (Studio Jam)" (Garcia, Kreutzmann) – 1:25
18. "Study for the Wheel" (Garcia, Kreutzmann) – 3:22

## Créditos

### Músicos
- Jerry Garcia - guitarra acústica, guitarra eléctrica, pedal steel guitar, bajo, piano, órgano, samples, voz
- Bill Kreutzmann - batería
- Robert Hunter - letras

### Producción
- Productores e ingenieros - Bob Matthews, Betty Cantor, Ramrod
- Asistentes de producción - Ramrod, Bill Kreutzmann
- Mezcla - Bob Matthews, Betty Cantor, Jerry Garcia
- Fotografía portada - Bob Seidman
- Fotografía de Garcia - Herb Greene